# Michael Gambon
Michael John Gambon (Dublín, 19 de octubre de 1940-Witham, Reino Unido, 27 de septiembre de 2023) fue un actor británico-irlandés de teatro, televisión y cine.
Actor laureado en teatro, Gambon ha protagonizado obras de autores como William Shakespeare, Samuel Beckett, Alan Ayckbourn o Harold Pinter. En televisión, sus papeles más conocidos han sido en series británicas como El detective cantante o Maigret, entre otras. Logró el reconocimiento internacional por interpretar al mago Albus Dumbledore en las últimas seis películas de Harry Potter, después de la muerte del actor Richard Harris, quien previamente lo había interpretado. En 1998, la reina Isabel II lo nombró Knight Bachelor (Caballero) por su aportación interpretativa al Reino Unido.

## Biografía
Gambon nació en Cabra, un suburbio al norte de Dublín, durante la Segunda Guerra Mundial. Su padre, Edward Gambon, un ingeniero, decidió buscar trabajo en la reconstrucción de Londres, y así Gambon y su madre Mary Gambon (Hoare de soltera), una costurera, se trasladaron a Mornington Crescent, al norte de Londres, cuando tenía cinco años. Gambon adquirió por su padre la ciudadanía británica, lo que le permitiría años más tarde recibir títulos honorarios (el CBE, Comandante de la Orden del Imperio Británico, y un nombramiento de Caballero).
Tuvo una estricta educación católica, asistió a la escuela St. Aloysius Boys, al norte de Londres, donde fue monaguillo. Años más tarde, asistió al Crayford Secondary School en Kent, antes de dejar los estudios a los quince años. Ganó una beca como aprendiz con Vickers Armstrong para ser ingeniero y así seguir los pasos de su padre. Cuando tenía 21 años, ya era un técnico de ingeniería calificado. Mantuvo el trabajo por un año más, adquiriendo una fascinación y pasión por coleccionar armas antiguas, relojes y autos clásicos.

## Trayectoria

### Inicios
Graduado en la Royal Academy of Dramatic Art (RADA), en Londres, se incorporó a la compañía Unity Theatre, en King's Cross, y a los 24 años escribió una carta a Micheál MacLiammóir, empresario de teatro irlandés que dirigió el Gate Theatre de Dublín. La carta iba acompañada por un CV describiendo una carrera teatral rica y totalmente imaginaria: fue contratado. Gambon hizo su debut profesional en 1962 con la obra Othello, comenzando después una gira por Europa.
Durante una audición en la que interpretaba un soliloquio de la obra Richard III, llamó la atención de Laurence Olivier, que estaba reclutando actores prometedores para su nueva compañía en el Royal National Theatre de Londres (entonces como Olivier Theatre), dirigido por propio Olivier en el Old Vic. Gambon, junto con Robert Stephens, Derek Jacobi y Frank Finlay, fue contratado para formar parte de diversas producciones como secundario y protagonista, algunas de ellas con la colaboración de grandes directores como William Gaskill y John Dexter. La más conocida y premiada fue Hamlet, dirigida por Olivier y protagonizada por Peter O'Toole.  Después de tres años en Old Vic, Olivier le aconsejó a Gambon que ganara más experiencia en su carrera teatral. En 1967, dejó el National Theatre para unirse al Birmingham Repertory Theatre, donde comenzó a interpretar papeles protagonistas, en producciones como Othello, Macbeth o Coriolanus.

### Teatro
Considerado uno de los mejores actores del teatro británico, su ascenso a la fama fue en 1974, cuando participó en The Norman Conquest de Alan Ayckbourn. Después regresó al Royal National Theatre, en donde realizaría varias obras del dramaturgo Harold Pinter, de quien se convertiría en uno de sus actores más queridos y solicitados, llegando a entablar una gran amistad con el dramaturgo.
Gambon posee en sus vitrinas numerosos premios y galardones al «Mejor actor», y especial mención merece entre ellos su trabajo en la obra de John Dexter Life of Galileo (1980), que consolidó su carrera en el teatro y en su trayectoria en general, y A View from the Bridge (1988) de Arthur Miller, por la que se hizo con todos los premios importantes que se pueden conceder a un actor en el Reino Unido, como el Olivier o el premio de la Crítica de Londres. 
Otras interpretaciones notables serían en obras como King Lear, en Stratford-upon-Avon, Old Times, Volpone y Mountain Language. También en la obra de David Hare Skylight (1995), dirigida por Richard Eyre. Fue estrenada en el Royal National Theatre, antes de continuar en el Wyndham's Theatre y en el Royale Theatre de Nueva York, efectuando así su debut en Broadway en 1996. Esta actuación le valió una nominación al Tony,  uno de los premios más prestigiosos del teatro estadounidense.
En 2001 interpretó lo que él llamó «un repulsivo» personaje, Davies, en la obra The Caretaker, el revival de Patrick Marber. Al año siguiente, actuando junto a Daniel Craig, protagonizó la obra A Number de Cary Churchill, en el Royal Court Theatre. 
En 2004 finalmente consiguió hacer realidad su vieja ambición de interpretar a Falstaff en la producción de Nicholas Hytner Enrique IV, parte 1 y 2, desarrollada en el Royal National Theatre. Esta obra, conformada por dos partes, fue coprotagonizada por Matthew Macfadyen en el rol del príncipe Hal. También destaca Eh Joe (2006), de Samuel Beckett.

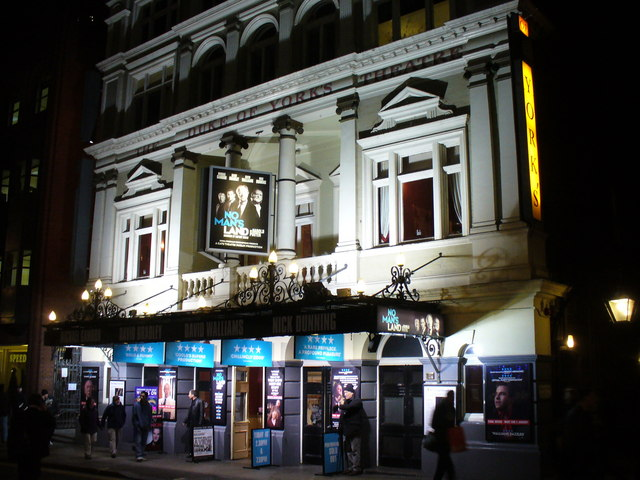
Marquesina del Duke of York's Theatre en Londres, anunciando la obra No Man's Land, protagonizada por Gambon, en diciembre de 2008.

En 2008 estrenó en el Gate Theatre de Dublín, y meses después en el Duke of York's Theatre de Londres, la obra No Man's Land de Harold Pinter, que le valió su decimotercera nominación al premio Olivier y siendo su última colaboración con Pinter debido al fallecimiento de este el 24 de diciembre de 2008. 
En 2009 aceptó trabajar en la obra de Alan Bennett The Habit of Art, en el papel del poeta Wystan Hugh Auden. Poco antes del estreno fue sustituido por Richard Griffiths en su papel debido a enfermedad. Volvió a actuar en el Gate Theatre de Dublín con la obra de Beckett Krapp's Last Tape (estrenada en 2010), en el papel protagonista.
En 2012 protagoniza, junto a Eileen Atkins, la adaptación del radioteatro de Beckett All That Fall, dirigida por Trevor Nunn.

#### Retirada de los escenarios
En febrero de 2015, Gambon anunció su retirada de los escenarios en una entrevista al periódico The Sunday Times debido a un problema de pérdida de memoria que le impedía memorizar los guiones. Declaró que desde hacía un tiempo sólo aceptaba papeles cortos y actuaba siempre con un auricular de respaldo desde el cual pudieran recordarle sus líneas de guion en caso de precisarlo.

### Cine y televisión
Hizo su debut en cines con la película Otelo (1965), dirigida por Laurence Olivier. Su constitución alta y corpulenta y unos ojos intrigantes son los rasgos que le valieron para muchos de sus papeles de malvado villano. Uno de sus primeros papeles destacados en televisión fue en la serie medieval The Borderers (1968–1970), así como papeles episódicos en series británicas de los años 60 y 70. A finales de los 60 se presentó a un casting del productor de cine Albert R. Broccoli para el personaje de James Bond, en sustitución del actor George Lazenby, pero lo rechazaron debido a que por aquel entonces era desconocido y su físico no resultaba idóneo para el personaje.

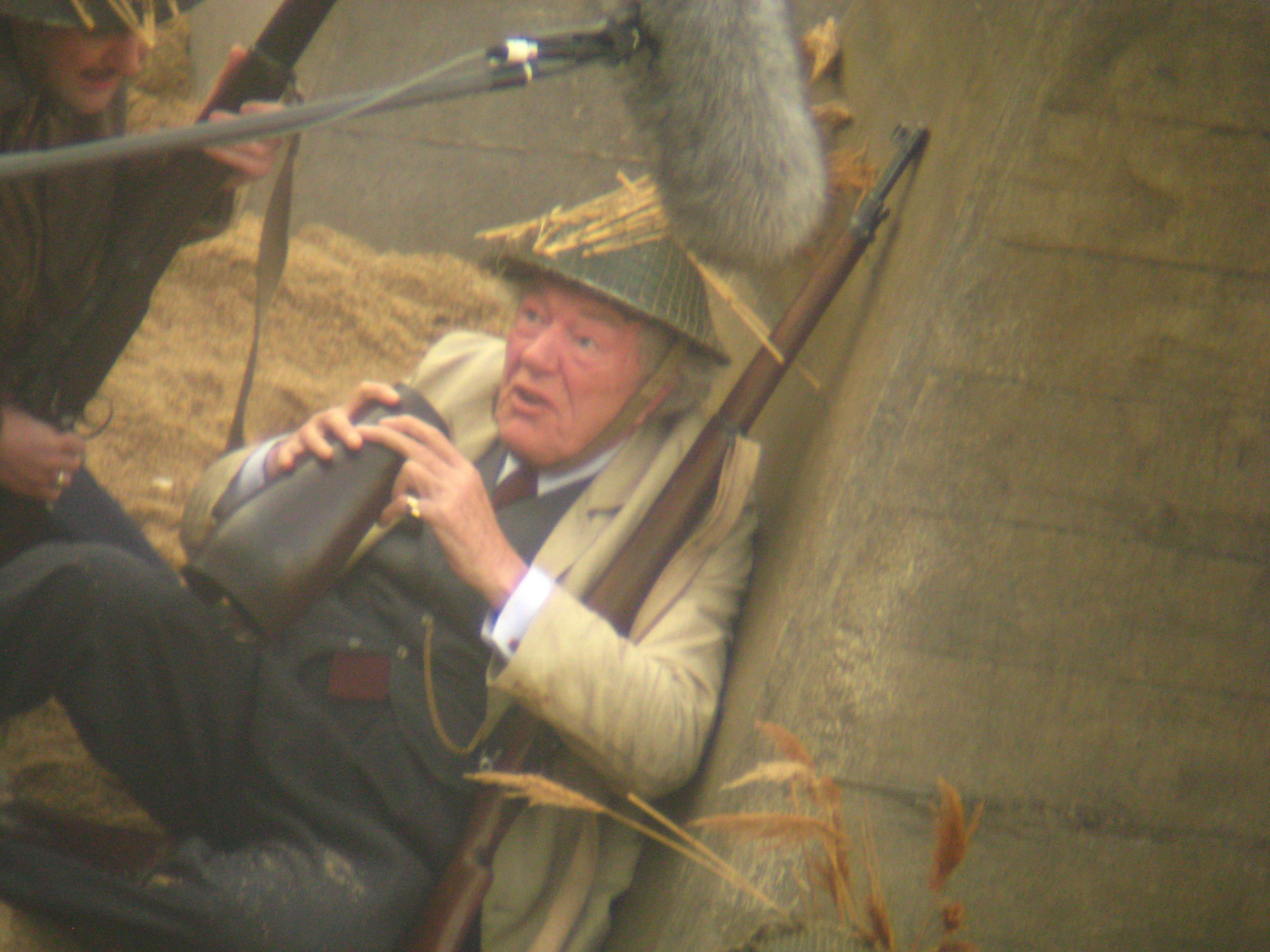
Gambon en el set de la película Dad's Army, en octubre de 2014.

Ya en los años 80, protagonizó varias series; como su papel en Oscar, interpretando al dramaturgo y poeta Oscar Wilde o su rol en El detective cantante (1986), basada en la novela de Dennis Potter y por la que ganó un premio BAFTA por su interpretación de Philip E. Marlowe, un fracasado escritor de novela negra. De esta época data su papel protagonista en la controvertida El cocinero, el ladrón, su mujer y su amante (1989), cinta de Peter Greenaway, en donde trabajó junto a Helen Mirren y Richard Bohringer, entre otros.
Ya en los años 90 desempeñó varios papeles en cine, destacando la fallida comedia de Barry Levinson Toys (1992), junto a Robin Williams. Durante 1996 realizó Mary Reilly, con Julia Roberts, Glenn Close y John Malkovich. Al año siguiente protagonizó, bajo la dirección de Károly Makk, El jugador, basada en la novela del mismo nombre de Fiódor Dostoyevski. 
En 1999 realizó The Insider, basada en un caso real de Brown & Williamson y en la que participó junto a Al Pacino, Russell Crowe y Christopher Plummer. También ese año se le vio en Sleepy Hollow, dirigida por Tim Burton y protagonizada por Johnny Depp, Christina Ricci, Miranda Richardson, Christopher Walken..., y realizó apariciones televisivas en series como Esposas e hijas (1999), por la que ganó su segundo premio BAFTA, la adaptación para televisión de la obra de Beckett Final de partida (2000) y Perfect Strangers (2001), siendo premiado de nuevo con su cuarto premio BAFTA.
En 2002 protagonizó Camino a la guerra, donde interpretó al trigésimo sexto Presidente de los Estados Unidos, Lyndon B. Johnson, y que le valió una nominación a los Globo de Oro y a los Emmy en la categoría de «Mejor actor de miniserie o telefilme».
En su filmografía más reciente destacan películas como Gosford Park (2001), The Actors (2003), Sky Captain y el mundo del mañana (2004), El buen pastor (dirigida por Robert De Niro, 2006), The Good Night (2007), El discurso del rey (2010), Quartet (debut como director de Dustin Hoffman, 2012), King of Thieves (2018) o Judy (2019).
También ha protagonizado series de televisión como The Storyteller (1990), Maigret (1992-1993) y Longitude (2000), basada en el libro de la escritora y divulgadora científica estadounidense Dava Sobel y por la que fue premiado con su tercer premio BAFTA. También destacan las miniseries Angels in America (2003), Cranford (2007) y Joe's Palace (2008), dirigida por Stephen Poliakoff, con quien ya había trabajado en Perfect Strangers, y Emma (2009), basada en la novela del mismo título de Jane Austen y por la que fue nominado de nuevo a los Emmy. En 2012 forma parte de la fugaz serie de HBO Luck, protagonizada por Dustin Hoffman, cancelada por la muerte de tres caballos durante el rodaje. 
En 2015 fue elegido para el papel de Howard Mollison en la adaptación del best-seller The Casual Vacancy del J.K.Rowling, autora de los libros de Harry Potter. Ese mismo año forma parte del elenco de la primera temporada de la serie Fortitude, junto con Richard Dormer, Sofie Gråbøl y Stanley Tucci. Al año siguiente interpreta a Winston Churchill en la película Churchill's Secret, basada en el verano de 1953, cuando el primer ministro sufrió un derrame cerebral y su entorno más cercano intentó mantenerlo en secreto.
En 2017 interpretó a Mr. Laurence en la adaptación televisiva de Mujercitas, junto a Emily Watson y Angela Lansbury.

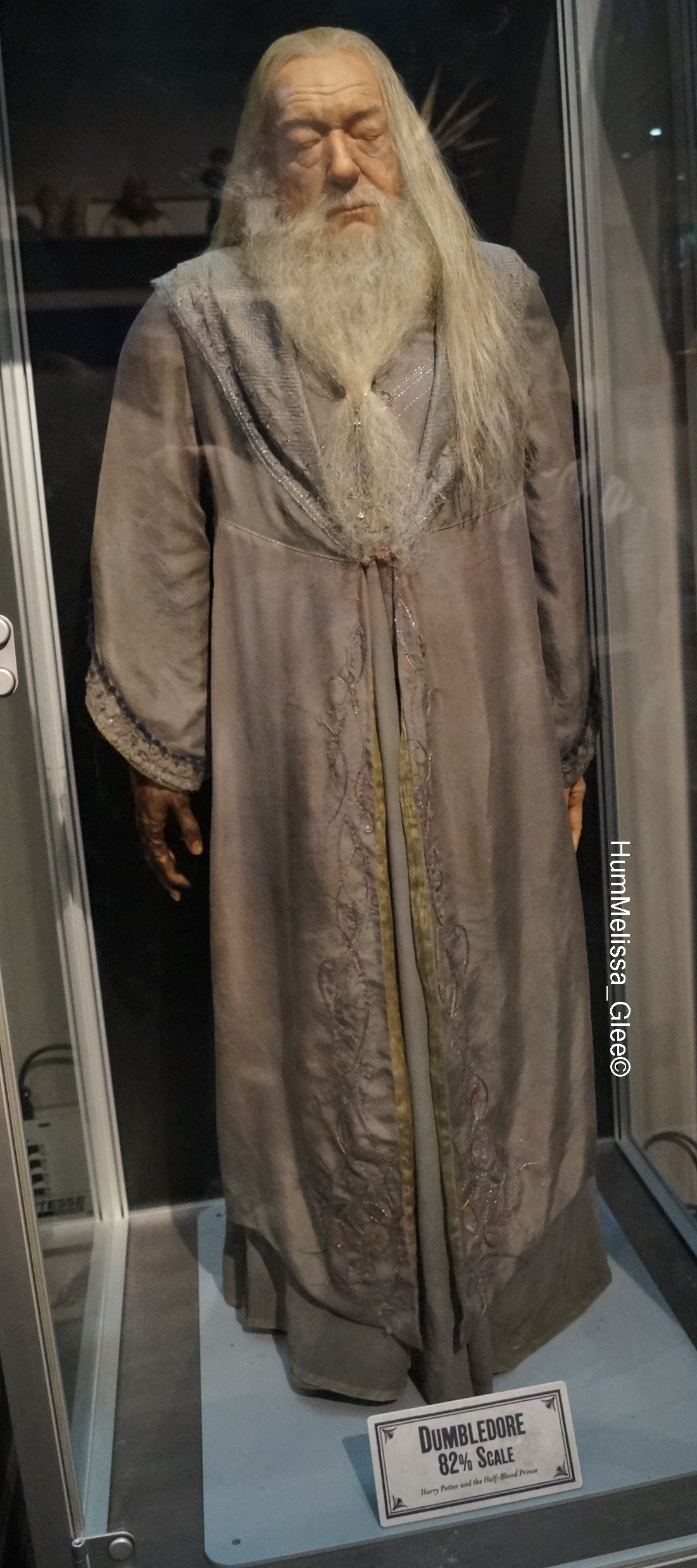
Figura de cera de Albus Dumbledore, tal y como lo protagonizó Gambon en la película Harry Potter y el misterio del príncipe.

#### Su papel enHarry Potter
Debido al fallecimiento de Richard Harris en 2002, Michael Gambon fue convocado para encarnar al mago Albus Dumbledore en la saga de Harry Potter. Algunos rumores apuntaron al actor Peter O'Toole (amigo personal de Harris) y actores como Richard Attenborough se mostraron interesados en el personaje; el rol incluso le fue ofrecido a Ian McKellen, pero este lo rechazó por haber hecho un papel similar como Gandalf en la trilogía de El Señor de los Anillos. Alfonso Cuarón, director de la tercera adaptación de la saga, lo seleccionó para el papel cuatro meses después de la muerte de Harris.
El actor dijo que no había leído los libros y que sólo tomaba en cuenta los guiones para su composición: «No quería ser como esos actores que se quejan porque sus escenas son mucho más cortas que en la historia original», aseguró en un reportaje. En las entrevistas realizadas para el DVD de la película El prisionero de Azkaban, Gambon recalcó el parecido de Dumbledore con el rey Lear, personaje de la tragedia homónima de William Shakespeare, que para el intérprete comparte con el mago su enorme poder, la sabiduría y su vestimenta tan particular, aunque «no tiene tantos problemas familiares y además a Lear no le gustan los niños». También compuso al director de Hogwarts con un leve acento irlandés que tanto él como el realizador consideraron un tributo al fallecido Harris, originario de aquel país.
Siguió interpretando al personaje en el resto de las películas de la saga: Harry Potter y el cáliz de fuego (2005), Harry Potter y la Orden del Fénix (2007), Harry Potter y el misterio del príncipe (2009), Harry Potter y las Reliquias de la Muerte: parte 1 (2010) y Harry Potter y las Reliquias de la Muerte: parte 2 (2011).

## Vida personal
En 1962 Gambon se casó con Anne Miller, la cual pasó a ser Lady Gambon en 1998, y con quien tuvo un hijo llamado Fergus. La pareja vivió en una casa de campo en Kent hasta su separación, en 1999. En el 2000, durante la filmación de la serie Longitude, Gambon conoció a la decoradora Philippa Hart, a la cual presentó como su actual pareja sentimental un año más tarde en el rodaje de la película de Robert Altman Gosford Park. En febrero de 2007, se reveló que Philippa estaba embarazada de Gambon, y que debía dar a luz en mayo de 2007. En 2008, la pareja confirmó que Philippa estaba de nuevo embarazada, después del nacimiento de su hijo Thomas. En 2009, Philippa dio a luz a su segundo hijo, Will.
Gambon era también piloto de coches y su pasión hacia ellos hizo que apareciera el 8 de diciembre de 2002 en el programa Top Gear, de la BBC, donde condujo un Suzuki Liana en la pista de Dunsfold Park. En la curva "Carpenter's Corner" de la pista, Gambon estuvo a punto de volcar a bordo del Suzuki Liana, y en su honor esa curva pasó a llamarse "Gambon". Reapareció en el programa el 4 de junio de 2006 y estableció un récord con un Chevrolet Lacetti de 1 minuto y 50 segundos, una mejora significativa en su anterior marca de 1 minuto y 55 segundos.
Falleció el 27 de septiembre del 2023, a raíz de un brote de neumonía.

## Filmografía
| Año                            | Título                                                     |
| Cine                           | Cine                                                       |
| ------------------------------ | ---------------------------------------------------------- |
| 1965                           | Otelo                                                      |
| 1973                           | Noche infernal                                             |
| 1974                           | La bestia debe morir                                       |
| 1985                           | Turtle Diary                                               |
| 1988                           | Paris by Night                                             |
| 1988                           | Missing Link (voz)                                         |
| 1989                           | The Rachel Papers                                          |
| 1989                           | Una árida estación blanca                                  |
| 1989                           | El cocinero, el ladrón, su mujer y su amante               |
| 1991                           | Mobsters                                                   |
| 1992                           | Toys                                                       |
| 1994                           | Un hombre sin importancia                                  |
| 1994                           | Clean Slate                                                |
| 1994                           | Squanto: el último gran guerrero                           |
| 1994                           | La versión Browning                                        |
| 1995                           | El expreso de Pekín                                        |
| 1995                           | Two Deaths                                                 |
| 1995                           | Nothing Personal                                           |
| 1996                           | Mary Reilly                                                |
| 1996                           | The Innocent Sleep                                         |
| 1996                           | Medianoche en San Petersburgo                              |
| 1997                           | El jugador                                                 |
| 1997                           | Las alas de la paloma                                      |
| 1998                           | Dancing at Lughnasa                                        |
| 1998                           | Plunkett & Macleane                                        |
| 1999                           | Le Château des singes (doblaje en inglés: A Monkey's Tale) |
| 1999                           | Dead on Time                                               |
| 1999                           | The Insider                                                |
| 1999                           | The Last September                                         |
| 1999                           | Sleepy Hollow                                              |
| 2001                           | Gosford Park                                               |
| 2001                           | Charlotte Gray                                             |
| 2001                           | High Heels and Low Lifes                                   |
| 2001                           | Christmas Carol: The Movie (voz)                           |
| 2002                           | Ali G anda suelto                                          |
| 2003                           | Little Wolf's Book of Badness (voz)                        |
| 2003                           | The Actors                                                 |
| 2003                           | Open Range                                                 |
| 2003                           | Sylvia                                                     |
| 2003                           | Deep Blue (voz)                                            |
| 2004                           | Harry Potter y el prisionero de Azkaban                    |
| 2004                           | Standing Room Only                                         |
| 2004                           | Conociendo a Julia                                         |
| 2004                           | Sky Captain y el mundo del mañana                          |
| 2004                           | Layer Cake                                                 |
| 2004                           | The Life Aquatic with Steve Zissou                         |
| 2005                           | Stories of Lost Souls                                      |
| 2005                           | Harry Potter y el cáliz de fuego                           |
| 2006                           | La profecía                                                |
| 2006                           | El buen pastor                                             |
| 2006                           | John Duffy's Brother (voz)                                 |
| 2006                           | Amazing Grace                                              |
| 2007                           | The Good Night                                             |
| 2007                           | The Baker                                                  |
| 2007                           | The Alps (voz)                                             |
| 2007                           | Harry Potter y la Orden del Fénix                          |
| 2008                           | Brideshead Revisited                                       |
| 2009                           | Harry Potter y el misterio del príncipe                    |
| 2009                           | Fantastic Mr. Fox (voz)                                    |
| 2010                           | The Book of Eli                                            |
| 2010                           | Harry Potter y las Reliquias de la Muerte: parte 1         |
| 2010                           | El discurso del rey                                        |
| 2011                           | Harry Potter y las Reliquias de la Muerte: parte 2         |
| 2012                           | Quartet                                                    |
| 2014                           | Paddington (voz)                                           |
| 2016                           | Hail, Caesar! (voz)                                        |
| 2016                           | Dad's Army                                                 |
| 2017                           | Kingsman: The Golden Circle                                |
| 2017                           | Viceroy's House                                            |
| 2017                           | Mad to Be Normal                                           |
| 2017                           | Victoria & Abdul                                           |
| 2017                           | Paddington 2 (voz)                                         |
| 2018                           | King of Thieves                                            |
| 2018                           | The Death and Life of John F. Donovan                      |
| 2018                           | Johnny English Strikes Again                               |
| 2018                           | The Last Witness                                           |
| 2019                           | Judy                                                       |
| Televisión                     |                                                            |
| 1967                           | Adaptación televisiva de la obra Much Ado About Nothing    |
| 1968                           | Public Eye (1 episodio)                                    |
| 1969                           | Fraud Squad (1 episodio)                                   |
| 1968–1970                      | The Borderers (26 episodios)                               |
| 1970                           | Confession (1 episodio)                                    |
| 1971                           | Eyeless in Gaza (3 episodios)                              |
| 1972                           | The Challengers (1 episodio)                               |
| 1972                           | The Man Outside (1 episodio)                               |
| 1967–1972                      | Softly, Softly (2 episodios)                               |
| 1973                           | Menace (1 episodio)                                        |
| 1973                           | A Picture of Katherine Mansfield (1 episodio)              |
| 1973                           | Special Branch (1 episodio)                                |
| 1973                           | Arthur of the Britons (1 episodio)                         |
| 1973                           | Six Days of Justice (1 episodio)                           |
| 1973                           | ITV Saturday Night Theatre (1 episodio)                    |
| 1973                           | Orson Welles' Great Mysteries (1 episodio)                 |
| 1974                           | Zodiac (1 episodio)                                        |
| 1974                           | Masquerade (1 episodio)                                    |
| 1976                           | Centre Play (1 episodio)                                   |
| 1972–1976                      | Play for Today (3 episodios)                               |
| 1977                           | ITV Sunday Night Drama (1 episodio)                        |
| 1967–1978                      | BBC Play of the Month (5 episodios)                        |
| 1978                           | Premiere (1 episodio)                                      |
| 1977–1979                      | The Other One (13 episodios)                               |
| 1979                           | Chalk and Cheese                                           |
| 1980                           | Tales of the Unexpected (1 episodio)                       |
| 1982                           | ITV Playhouse (1 episodio)                                 |
| 1982                           | La ronde                                                   |
| 1985                           | Absurd Person Singular                                     |
| 1985                           | Oscar (3 episodios)                                        |
| 1985                           | Tropical Moon Over Dorking                                 |
| 1986                           | El detective cantante (6 episodios)                        |
| 1987                           | Bergerac (1 episodio)                                      |
| 1987                           | Night Theatre: Ghosts                                      |
| 1989                           | The Heat of the Day                                        |
| 1989                           | Monster Maker                                              |
| 1989                           | About Face (1 episodio)                                    |
| 1990                           | Blood Royal: William the Conqueror                         |
| 1991                           | The Storyteller (4 episodios)                              |
| 1991                           | Minder (1 episodio)                                        |
| 1992–1993                      | Maigret (12 episodios)                                     |
| 1993                           | Performance (1 episodio)                                   |
| 1994                           | Faith                                                      |
| 1995                           | The Wind in the Willows (Voz)                              |
| 1996                           | Expert Witness                                             |
| 1996                           | Samson and Delilah                                         |
| 1996                           | The Willows in Winter (Voz)                                |
| 1999                           | Esposas e hijas (4 episodios)                              |
| 2000                           | Longitude                                                  |
| 2000                           | Adaptación televisiva de la obra Final de partida          |
| 2001                           | Perfect Strangers                                          |
| 2002                           | Camino a la guerra                                         |
| 2003                           | The Lost Prince                                            |
| 2003                           | Angels in America (2 episodios)                            |
| 2006                           | Adaptación televisiva de la obra Celebration               |
| 2007                           | Joe's Palace                                               |
| 2007                           | Cranford (2 episodios)                                     |
| 2009                           | Kröd Mändoon and the Flaming Sword of Fire (1 episodio)    |
| 2009                           | Emma (4 episodios)                                         |
| 2010                           | Doctor Who: Un cuento de Navidad                           |
| 2012                           | Luck (5 episodios)                                         |
| 2012                           | Restless                                                   |
| 2013                           | Lucan                                                      |
| 2014                           | Quirke (3 episodios)                                       |
| 2015, 2018                     | Fortitude (10 episodios)                                   |
| 2015                           | The Casual Vacancy (3 episodios)                           |
| 2016                           | Churchill's Secret                                         |
| 2016                           | The Hollow Crown (1 episodio)                              |
| 2016                           | Fearless (6 episodios)                                     |
| 2016                           | Mujercitas (3 episodios)                                   |
| Teatro                         |                                                            |
| 1962                           | Othello (Segundo caballero)                                |
| 1963                           | Hamlet (Portador de lanza)                                 |
| 1963                           | Saint Joan                                                 |
| 1963                           | The Recruiting Officer                                     |
| 1964                           | Andorra                                                    |
| 1964                           | Othello (Extra)                                            |
| 1964                           | Philoctetes                                                |
| 1964                           | The Royal Hunt of the Sun                                  |
| 1965                           | The Crucible                                               |
| 1965                           | Mother Courage and Her Children                            |
| 1965                           | Love for Love                                              |
| 1966                           | Juno and the Paycock                                       |
| 1966                           | The Storm                                                  |
| 1967                           | Tons of Money                                              |
| 1967                           | Events While Guarding the Bofors Gun                       |
| 1967                           | A Severed Head                                             |
| 1967                           | The Doctor's Dilemma                                       |
| 1967                           | Saint Joan                                                 |
| 1968                           | Peer Gynt                                                  |
| 1968                           | Othello (Otelo)                                            |
| 1968                           | Macbeth (Macbeth)                                          |
| 1969                           | In Celebration                                             |
| 1969                           | Coriolanus (Coriolano)                                     |
| 1970                           | The Plebeians Rehearse the Uprising                        |
| 1970                           | Major Barbara                                              |
| 1971                           | Henry VIII (Surrey)                                        |
| 1971                           | When Thou Art King                                         |
| 1972                           | The Brass Hat                                              |
| 1973                           | Not Drowning But Waving                                    |
| 1974                           | The Norman Conquests                                       |
| 1975                           | The Norman Conquests                                       |
| The Zoo Story                  |                                                            |
| 1976                           | Otherwise Engaged                                          |
| 1977                           | Just Between Ourselves                                     |
| 1978                           | Alice's Boys                                               |
| 1978                           | Betrayal                                                   |
| 1979                           | Close of Play                                              |
| 1979                           | Richard III (Buckingham)                                   |
| 1980                           | Othello (Rodrigo)                                          |
| 1980                           | Sisterly Feelings                                          |
| 1980                           | Life of Galileo (Galileo)                                  |
| 1981                           | Much Ado About Nothing                                     |
| 1982                           | King Lear (Lear)                                           |
| 1983                           | King Lear (Lear)                                           |
| Antony and Cleopatra (Antonio) |                                                            |
| Tales from Hollywood           |                                                            |
| 1985                           | Old Times                                                  |
| 1985                           | A Chorus of Disapproval                                    |
| 1986                           | Tons of Money                                              |
| 1987                           | A View from the Bridge                                     |
| 1987                           | A Small Family Business                                    |
| 1988                           | Mountain Language                                          |
| 1988                           | Uncle Vanya (Vanya)                                        |
| 1989                           | Veterans Day                                               |
| 1990                           | Man of the Moment                                          |
| 1991                           | Othello (Otelo)                                            |
| 1991                           | Taking Steps                                               |
| 1995                           | Volpone (Volpone)                                          |
| 1995                           | Skylight                                                   |
| 1996                           |                                                            |
| 1997                           | Tom and Clem                                               |
| 1998                           | The Unexpected Man                                         |
| 1999                           | Juno and the Paycock                                       |
| 2000                           | Cressida                                                   |
| 2001                           | The Caretaker                                              |
| 2002                           | A Number                                                   |
| 2004                           | Endgame                                                    |
| 2005                           | Henry IV, Part 1 & Henry IV, Part 2 (Falstaff)             |
| 2005                           | Celebration                                                |
| 2006                           | Eh Joe                                                     |
| 2008                           | No Man's Land                                              |
| 2010                           | Krapp's Last Tape                                          |
| 2012                           | All That Fall                                              |
| 2013                           | All That Fall                                              |
| Eh Joe                         |                                                            |
| 2014                           |                                                            |
| 2018                           | Pinter One (voz)                                           |

## Premios y nominaciones
Premios Globo de Oro
| Año  | Categoría                            | Trabajo nominado   | Resultado | Ref.   |
| ---- | ------------------------------------ | ------------------ | --------- | ------ |
| 2003 | Mejor actor de miniserie o telefilme | Camino a la guerra | Nominado  | [ 20 ] |

Premios BAFTA
| Año  | Categoría                 | Trabajo nominado      | Resultado | Ref.  |
| ---- | ------------------------- | --------------------- | --------- | ----- |
| 1986 | Mejor actor de televisión | El detective cantante | Ganador   | [ 2 ] |
| 1999 | Mejor actor de televisión | Esposas e hijas       | Ganador   | [ 3 ] |
| 2000 | Mejor actor de televisión | Longitude             | Ganador   | [ 4 ] |
| 2001 | Mejor actor de televisión | Perfect Strangers     | Ganador   | [ 5 ] |

Premios Primetime Emmy
| Año  | Categoría                                      | Trabajo nominado   | Resultado | Ref.   |
| ---- | ---------------------------------------------- | ------------------ | --------- | ------ |
| 2002 | Mejor actor - Miniserie o telefilme            | Camino a la guerra | Nominado  | [ 21 ] |
| 2010 | Mejor actor de reparto - Miniserie o telefilme | Emma               | Nominado  | [ 33 ] |

Premios del Sindicato de Actores
| Año  | Categoría     | Trabajo nominado    | Resultado | Ref.   |
| ---- | ------------- | ------------------- | --------- | ------ |
| 2001 | Mejor reparto | Gosford Park        | Ganador   | [ 6 ]  |
| 2010 | Mejor reparto | El discurso del rey | Ganador   | [ 34 ] |

Premios Saturn
| Año  | Categoría   | Trabajo nominado | Resultado | Ref.   |
| ---- | ----------- | ---------------- | --------- | ------ |
| 1992 | Mejor actor | Toys             | Nominado  | [ 35 ] |

Premios del Cine Independiente Británico (BIFA)
| Año  | Categoría             | Resultado | Ref.   |
| ---- | --------------------- | --------- | ------ |
| 2012 | Premio Richard Harris | Ganador   | [ 36 ] |

Premios IFTA (Irish Film and Television Awards)
| Año  | Categoría                           | Trabajo nominado                        | Resultado | Ref.   |
| ---- | ----------------------------------- | --------------------------------------- | --------- | ------ |
| 2008 | Mejor actor principal en televisión | Celebration                             | Nominado  | [ 35 ] |
| 2010 | Mejor actor secundario en cine      | Harry Potter y el misterio del príncipe | Nominado  | [ 35 ] |
| 2017 | Lifetime Achievement Award          | Lifetime Achievement Award              | Ganador   | [ 35 ] |

Premios Tony
| Año  | Categoría                                   | Trabajo nominado | Resultado | Ref.   |
| ---- | ------------------------------------------- | ---------------- | --------- | ------ |
| 1997 | Mejor actor principal en una obra de teatro | Skylight         | Nominado  | [ 17 ] |

Premios Laurence Olivier
| Año  | Categoría                             | Trabajo nominado        | Resultado | Ref.   |
| ---- | ------------------------------------- | ----------------------- | --------- | ------ |
| 1979 | Mejor actor del año en una nueva obra | Betrayal                | Nominado  | [ 37 ] |
| 1980 | Mejor actor del año en un revival     | Life of Galileo         | Nominado  | [ 38 ] |
| 1983 | Mejor actor del año en una nueva obra | Tales from Hollywood    | Nominado  | [ 39 ] |
| 1986 | Mejor interpretación cómica           | A Chorus of Disapproval | Ganador   | [ 40 ] |
| 1987 | Mejor actor                           | A View from the Bridge  | Ganador   | [ 41 ] |
| 1990 | Mejor interpretación cómica           | Man of the Moment       | Ganador   | [ 42 ] |
| 1996 | Mejor actor                           | Skylight                | Nominado  | [ 43 ] |
| 1998 | Mejor actor                           | Tom and Clem            | Nominado  | [ 44 ] |
| 1999 | Mejor actor                           | The Unexpected Man      | Nominado  | [ 45 ] |
| 2001 | Mejor actor                           | The Caretaker           | Nominado  | [ 46 ] |
| 2003 | Mejor actor                           | A Number                | Nominado  | [ 47 ] |
| 2005 | Mejor actor                           | Edgame                  | Nominado  | [ 48 ] |
| 2009 | Mejor actor                           | No Man's Land           | Nominado  | [ 49 ] |

Festival de Cine de Sitges
| Año  | Categoría   | Trabajo nominado                             | Resultado | Ref.   |
| ---- | ----------- | -------------------------------------------- | --------- | ------ |
| 1989 | Mejor actor | El cocinero, el ladrón, su mujer y su amante | Ganador   | [ 35 ] |

Otros reconocimientos (títulos, condecoraciones)
- 1990: Comendador de la Orden del Imperio Británico (CBE), impuesto por el príncipe Carlos de Gales.
- 1998: Título de Knight Bachelor (Caballero de Imperio Británico), impuesto por la Reina Isabel II del Reino Unido (a pesar de su nacionalidad irlandesa).
- 2002: Doctor honoris causa de las Artes de la Universidad de Greenwich, el 8 de noviembre, en Greenwich, Inglaterra.
- 2007: Doctor honoris causa de la Universidad de Kent, el 12 de julio, en Canterbury, Inglaterra.
- En el circuito del programa de televisión Top Gear hay una curva con su nombre.
- En 2020, fue incluido como el número 28 en la lista de los Mejores actores de cine de Irlanda, según el diario The Irish Times.[51]